# جون مارتينز
جون مارتينز (بالإنجليزية: John Martins) (مواليد 7 أكتوبر 1950) هو ملاكم نيجيري، مثّل بلاده في الألعاب الأولمبية الصيفية 1980.

## روابط خارجية
جون مارتينز على موقع أوليمبيديا (الإنجليزية)